# منجوان (بردع)
منجوان (به ترکی آذربایجانی: Mincivan) یک منطقهٔ مسکونی در جمهوری آذربایجان است که در شهرستان بردع واقع شده‌است.